# Liga de Elite
La Liga de Elite, anteriormente Campeonato da 1ª Divisão do Futebol, es la competencia de fútbol más importante a nivel de clubes de Macao, se disputa desde 1973 y es organizado por la Asociación de Fútbol de Macao.

## Historia
Anteriormente formaban parte del sistema de torneos de Liga de China, como la Super Liga China junto a la Primera División de Hong Kong, pero luego se separaron.
Desde la temporada 2015, el equipo campeón clasifica a la Copa de la AFC.

## Equipos 2022
| Club              | Fundación | Patrocinador | Última Temporada |
| ----------------- | --------- | ------------ | ---------------- |
| Benfica de Macau  | 1951      |              | 2º               |
| Casa de Portugal  | 2001      |              | 8º               |
| Chao Pak Kei      | 2008      |              | 1º               |
| Cheng Fung        | 1988      |              | 4º               |
| Lun Lok           |           |              | 5º               |
| CFB Macau         |           |              | Ascendido        |
| Monte Carlo       | 1984      |              | 9º               |
| Polícia           | --        |              | 7º               |
| SC de Macau       | 1926      |              | 6º               |
| Windsor Arch Ka I | 1985      | Windsor Arch | 3º               |

## Palmarés
| Temporada                                       | Campeón                                         | Subcampeón                                      |
| Campeonato da 1ª Divisão do Futebol (1973–2010) | Campeonato da 1ª Divisão do Futebol (1973–2010) | Campeonato da 1ª Divisão do Futebol (1973–2010) |
| ----------------------------------------------- | ----------------------------------------------- | ----------------------------------------------- |
| 1973                                            | Polícia de Segurança Pública (1)                | ----------                                      |
| 1974-1983                                       | Desconocido                                     | Desconocido                                     |
| 1984                                            | Wa Seng (1)                                     | ----------                                      |
| 1986                                            | Hap Kuan (1)                                    | ----------                                      |
| 1987                                            | Hap Kuan (2)                                    | ----------                                      |
| 1988                                            | Wa Seng (2)                                     | ----------                                      |
| 1989                                            | Hap Kuan (3)                                    | ----------                                      |
| 1990                                            | Hap Kuan (4)                                    | ----------                                      |
| 1991                                            | Sporting de Macau (1)                           | ----------                                      |
| 1992                                            | Lam Pak (1)                                     | ----------                                      |
| 1993                                            | Leng Ngan (1)                                   | ----------                                      |
| 1994                                            | Lam Pak (2)                                     | ----------                                      |
| 1995                                            | Artilheiros (1)                                 | ----------                                      |
| 1996                                            | Artilheiros (2)                                 | ----------                                      |
| 1997                                            | Lam Pak (3)                                     | ----------                                      |
| 1998                                            | Lam Pak (4)                                     | ----------                                      |
| 1999                                            | Lam Pak (5)                                     | ----------                                      |
| 2000                                            | Polícia de Segurança Pública (2)                | Lam Pak                                         |
| 2001                                            | Lam Pak (6)                                     | Autoridade Monetária                            |
| 2002                                            | Monte Carlo (1)                                 | Polícia de Segurança Pública                    |
| 2003                                            | Monte Carlo (2)                                 | Polícia de Segurança Pública                    |
| 2004                                            | Monte Carlo (3)                                 | Polícia de Segurança Pública                    |
| 2005                                            | Polícia de Segurança Pública (3)                | Lam Pak                                         |
| 2006                                            | Lam Pak (7)                                     | Monte Carlo                                     |
| 2007                                            | Lam Pak (8)                                     | Vong Chiu                                       |
| 2008                                            | Monte Carlo (4)                                 | Lam Pak                                         |
| 2009                                            | Lam Pak (9)                                     | Windsor Arch Ka I                               |
| 2010                                            | Windsor Arch Ka I (1)                           | FC Porto de Macau                               |
| Liga de Elite                                   |                                                 |                                                 |
| 2011                                            | Windsor Arch Ka I (2)                           | Monte Carlo                                     |
| 2012                                            | Windsor Arch Ka I (3)                           | Monte Carlo                                     |
| 2013                                            | Monte Carlo (5)                                 | Benfica de Macau                                |
| 2014                                            | Benfica de Macau (1)                            | Sporting de Macau                               |
| 2015                                            | Benfica de Macau (2)                            | Windsor Arch Ka I                               |
| 2016                                            | Benfica de Macau (3)                            | Tak Chun Ka I                                   |
| 2017                                            | Benfica de Macau (4)                            | Monte Carlo                                     |
| 2018                                            | Benfica de Macau (5)                            | Chao Pak Kei                                    |
| 2019                                            | Chao Pak Kei (1)                                | Cheng Fung                                      |
| 2020                                            | No disputado                                    | No disputado                                    |
| 2021                                            | Chao Pak Kei (2)                                | Benfica de Macau                                |
| 2022                                            | Chao Pak Kei (3)                                | Monte Carlo                                     |
| 2023                                            | Chao Pak Kei (4)                                | Benfica de Macau                                |
| 2024                                            | Benfica de Macau (6)                            | Chao Pak Kei                                    |

## Títulos por club
| Club                            | Campeón | Años campeón                                         |
| ------------------------------- | ------- | ---------------------------------------------------- |
| GD Lam Pak                      | 9       | 1992, 1994, 1997, 1998, 1999, 2001, 2006, 2007, 2009 |
| SL Benfica de Macau             | 6       | 2014, 2015, 2016, 2017, 2018, 2024                   |
| CD Monte Carlo                  | 5       | 2002, 2003, 2004, 2008, 2013                         |
| Hap Kuan                        | 4       | 1986, 1987, 1989, 1990                               |
| Chao Pak Kei                    | 4       | 2019, 2021, 2022, 2023                               |
| Windsor Arch Ka I               | 3       | 2010, 2011, 2012                                     |
| Polícia de Segurança Pública FC | 3       | 1973, 2000, 2005                                     |
| GD Artilheiros                  | 2       | 1995, 1996                                           |
| Wa Seng                         | 2       | 1984, 1988                                           |
| Sporting de Macau               | 1       | 1991                                                 |
| Leng Ngan                       | 1       | 1993                                                 |

## Clasificación histórica
A continuación, se muestra la tabla histórica de la Liga de Elite desde su instauración en la temporada 2011 hasta la terminada 2022.
| Pos. | Equipos                         | PJ | G  | E | P  | GF  | GC  | Dif. | Pts. |
| ---- | ------------------------------- | -- | -- | - | -- | --- | --- | ---- | ---- |
| 1    | Tak Chun Ka I                   | 36 | 29 | 3 | 4  | 147 | 36  | +111 | 90   |
| 2    | CD Monte Carlo                  | 36 | 27 | 6 | 3  | 125 | 34  | +91  | 87   |
| 3    | FC Porto Macau                  | 36 | 17 | 8 | 11 | 80  | 54  | +26  | 59   |
| 4    | GD Lam Pak                      | 36 | 17 | 6 | 13 | 87  | 62  | +25  | 57   |
| 5    | MFA Development                 | 36 | 14 | 9 | 13 | 59  | 56  | +3   | 51   |
| 6    | Polícia de Segurança Pública FC | 36 | 13 | 5 | 18 | 41  | 62  | -21  | 44   |
| 7    | SL Benfica Macau                | 18 | 11 | 2 | 5  | 35  | 15  | +20  | 35   |
| 8    | Lam Ieng                        | 36 | 9  | 5 | 22 | 59  | 94  | -35  | 32   |
| 9    | Kuan Tai                        | 18 | 8  | 2 | 8  | 32  | 32  | 0    | 26   |
| 10   | Hong Ngai                       | 36 | 6  | 1 | 29 | 46  | 143 | -97  | 19   |
| 11   | Hoi Fan                         | 18 | 2  | 4 | 12 | 28  | 69  | -41  | 10   |
| 12   | GD Artilheiros                  | 18 | 0  | 3 | 15 | 22  | 104 | -82  | 3    |

1. ↑  Incluye resultados como Windsor Arch Ka I.

## Goleadores
| Año  | Jugador                               | Club                                | Goles |
| 2010 | Lee Keng Pan                          | Hoi Fan                             | 10    |
| 2011 | Kamilo Oliveira Da Silva              | CD Monte Carlo                      | 38    |
| 2012 | Gustavo Silveira Avelino Alison Brito | Windsor Arch Ka I FC Porto de Macau | 17    |